# 功山寺舉兵
功山寺舉兵（こうざんじきょへい）是元治元年12月15日（1865年1月12日）高杉晉作為打倒長州藩俗論派在功山寺（下關市長府）發起的政變。也稱回天義舉。以此為發端，長州藩內一連串的紛爭稱作元治之內乱。其後引發大田繪堂之戰。

## 經過

### 背景
長州藩因禁門之變而成為朝敵，引起第一次長州征伐，三家老（國司親相・益田親施・福原元僴）切腹，藩政的實權由椋梨藤太的俗論派掌握。俗論派對長州正義派實行嚴酷的肅清，周布政之助被判切腹，井上聞多遭到襲撃，身受重傷。之後，俗論派將潛居功山寺的五卿（三條實美・三條西季知・東久世通禧・壬生基修・四條隆謌）移送太宰府，導致志士完全失去後盾，強化對志士的肅清。
躲過俗論派肅清的高杉晉作，逃到福岡的平尾山莊投靠野村望東尼，後得知五卿移送之事，返回下關，力促奇兵隊決起，但是，被山縣狂介以時期尚早為由反對。其他諸隊也多持反對的態度。

### 舉兵
在功山寺集結的僅有伊藤俊輔率領的力士隊和石川小五郎率領的遊撃隊共84人。以死為覺悟的高杉留下遺書，向功山寺的三條實美等五卿致意後，為徵集物資，襲撃下關新地會所，迫使根來親祐（根來上總）降伏，佔領當地。之後，由18名（或20名）組成的決死隊攻入三田尻的海軍局，奪取「丙辰丸」等3隻軍艦。

### 戰後
舉兵之報廣為流傳後，獲得井上聞多・品川彌二郎・山田顯義・河上彥齋等人的呼應，付近的領民也集結為義勇兵。採取觀望的奇兵隊的山縣狂介和其他諸隊也在勢力增大後協助高杉。
俗論派藩政府為了報復，將囚禁在野山獄的正義派11名（甲子殉難十一烈士）斬首，命令清水親知切腹。元治2年正月6日（1865年2月1日），諸隊在大田・繪堂之戰撃破藩的正規軍，藩論轉向倒幕。

## 主要參加者
- 高杉晉作
- 井上聞多
- 山縣狂介
- 石川小五郎
- 伊藤俊輔
- 所郁太郎
- 佐世八十郎
- 吉富簡一
- 玉木彥助

## 脚注
1. ↑  .   [2016-03-31]. （原始内容存档于2016-02-20）.

## 關連項目
- 毛利氏

## 外部連結
- 下關長府博物館（页面存档备份，存于）